# Прети, Жан Луи
Жан Луи Прети́ (фр. Jean-Louis Preti, настоящее имя Джованни Пре́ти, итал. Giovanni Preti; 1798, Мантуя — 27 января 1881, Аржантёй, ныне в составе Парижа) — французский шахматист.
Сын врача. Получил музыкальное образование, был флейтистом. В 1826 г. по политическим причинам бежал во Францию, первоначально обосновался в Бордо, где играл на флейте в оркестре городского театра. С 1844 г. жил в Париже, занимался предпринимательской деятельностью и изучал шахматные манускрипты. В 1867 году занял второе место в турнире, проходившем в Кафе де ля Режанс, уступив в матче Иерониму Чарновскому.

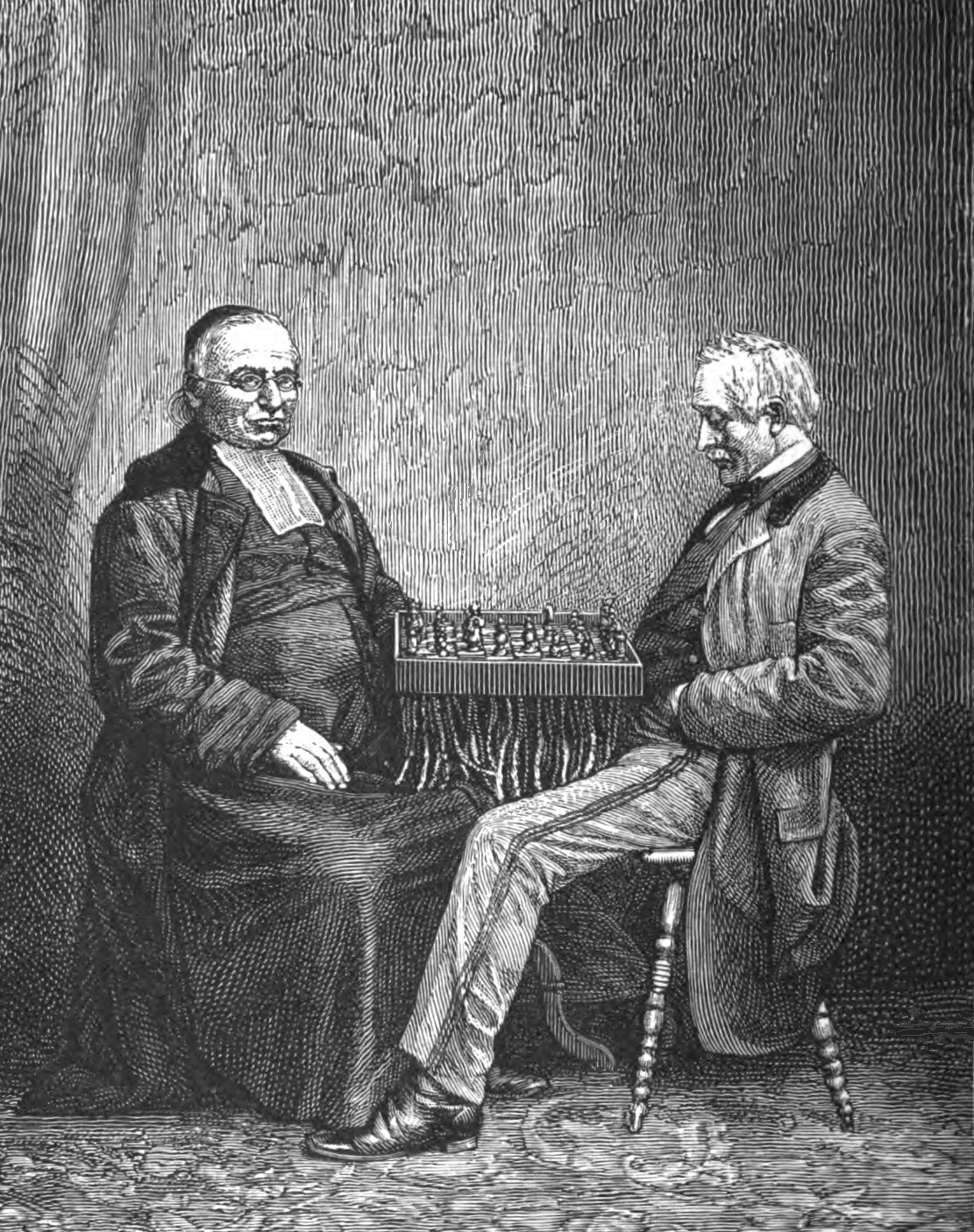
Аббат Дюран и Жан Луи Прети. Гравюра из книги «Обоснованная стратегия шахматных окончаний» (1873)

В 1858 г. опубликовал фундаментальное исследование шахматных окончаний (фр. Traité complet, théorique et pratique sur les fins de parties au jeu des échecs). В 1859 г. напечатал комментированное издание избранных партий Пола Морфи. Затем выпустил две книги в соавторстве с Филиппом Амбруазом Дюраном: «Обоснованная стратегия шахматных начал» (фр. Stratégie raisonnée des ouvertures de jeu d'échecs; 1862) и «Обоснованная стратегия шахматных окончаний» (фр. Stratégie raisonnée des fins de partie de jeu d'échecs; 1871—1873, в двух томах). Вышла также предназначенная для начинающих «Азбука шахмат» (фр. ABC des échecs; 1868); второе издание этой книги (1895, подготовлено его сыном Нюма Прети) считается первым шахматным учебником, по которому занимался будущий чемпион мира Александр Алехин.
В 1867 году основал французский шахматный журнал La Stratégie (с фр. — «Стратегия») и возглавлял его до 1875 г., после чего передал издание своему сыну.